# Федорович Володимир Алоїзович
Володимир Алоїзович Федорович (24 березня 1871, с. Жеребки, нині Підволочиська селищна громада, Тернопільський район, Тернопільська область — 1936, с. Зарваниця, нині Золотниківська сільська громада, Тернопільський район, Тернопільська область ) — український військовик, підполковник УГА, командант групи «Крукеничі».

## Життєпис
Народився 24 березня 1871 року в с. Жеребки (Королівство Галичини та Володимирії, Австро-Угорщина, нині Підволочиська селищна громада, Тернопільський район, Тернопільська область). Батько — Алоїз (Алоїзій) Федорович, дідич, зокрема, села Жеребки, президент Скалатської повітової ради. Мати — Юлія Нікодема Стемпчинська.
Мав ранг підполковника УГА. 30 листопада 1918 року очолив Тернопільську окружну військову команду ЗУНР. Працював співробітником Державного секретаріату військових справ ЗУНР.
Був командантом групи «Крукеничі» у складі Восьмої Самбірської бригади УГА, також — полку ім. С. Петлюри в Тернополі. Внаслідок наступу з південного флангу румунів 24 травня 1919 року та зайняття ними Надвірни і Делятина, а також окупації поляками Станславова, група Крукеничі була відрізана від основних сил та перейшла на Закарпаття де були інтерновані владою Чехословаччини. У листопаді 1919 року разом із отаманом Василем Черським та кількома старшинами виїхав із табору в Німецькім Яблоннім в Україну для продовження військової служби. 
Помер 1936 року в с. Зарваниця (нині Теребовлянського району).